# Lista planetoid 115001–116000
Lista obejmuje 1000 kolejnych planetoid posiadających numery, zaczynając od 115001. takiego obiektu. Planetoidy te zostały odkryte w okresie od 20 sierpnia 2003 do 21 listopada 2003. Spis nie zawiera wszystkich asteroid odkrytych w tym czasie, gdyż nie każda jednakowo szybko otrzymuje kolejny numer. 
Uwaga. W kolumnie Odległość podano średnią odległość obiektu od Słońca, wyrażoną w jednostkach astronomicznych.
Indeks: 115001... 115101... 115201... 115301... 115401... 115501... 115601... 115701... 115801... 115901...

## 115001-115100
| Numer, nazwa      | Oznaczenie prowizoryczne | Odległość (j.a.) | Data odkrycia    | Odkrywcy                |
| ----------------- | ------------------------ | ---------------- | ---------------- | ----------------------- |
| 115001            | 2003 QF75                | 3,1684           | 24 sierpnia 2003 | LINEAR                  |
| 115002            | 2003 QG75                | 2,2295           | 24 sierpnia 2003 | LINEAR                  |
| 115003            | 2003 QL75                | 3,0003           | 24 sierpnia 2003 | LINEAR                  |
| 115004            | 2003 QU76                | 2,9965           | 24 sierpnia 2003 | LINEAR                  |
| 115005            | 2003 QW77                | 2,2915           | 24 sierpnia 2003 | LINEAR                  |
| 115006            | 2003 QX77                | 2,2806           | 24 sierpnia 2003 | LINEAR                  |
| 115007            | 2003 QZ77                | 3,1313           | 24 sierpnia 2003 | LINEAR                  |
| 115008            | 2003 QC78                | 2,7238           | 24 sierpnia 2003 | LINEAR                  |
| 115009            | 2003 QF78                | 3,1220           | 24 sierpnia 2003 | LINEAR                  |
| 115010            | 2003 QS78                | 2,3342           | 24 sierpnia 2003 | LINEAR                  |
| 115011            | 2003 QY78                | 2,3482           | 24 sierpnia 2003 | LINEAR                  |
| 115012            | 2003 QF79                | 2,5615           | 24 sierpnia 2003 | LINEAR                  |
| 115013            | 2003 QG79                | 2,6698           | 24 sierpnia 2003 | LINEAR                  |
| 115014            | 2003 QL79                | 2,4514           | 25 sierpnia 2003 | LINEAR                  |
| 115015            | 2003 QX84                | 3,0069           | 24 sierpnia 2003 | M. Buie                 |
| 115016            | 2003 QQ87                | 2,4014           | 25 sierpnia 2003 | LINEAR                  |
| 115017            | 2003 QU88                | 3,0726           | 25 sierpnia 2003 | LINEAR                  |
| 115018            | 2003 QJ89                | 2,2490           | 26 sierpnia 2003 | LINEAR                  |
| 115019            | 2003 QS89                | 2,7601           | 28 sierpnia 2003 | LINEAR                  |
| 115020            | 2003 QQ90                | 2,4216           | 28 sierpnia 2003 | LINEAR                  |
| 115021            | 2003 QD92                | 3,1569           | 28 sierpnia 2003 | NEAT                    |
| 115022            | 2003 QK93                | 2,3192           | 28 sierpnia 2003 | NEAT                    |
| 115023            | 2003 QX94                | 3,1907           | 29 sierpnia 2003 | NEAT                    |
| 115024            | 2003 QP98                | 2,3104           | 30 sierpnia 2003 | Spacewatch              |
| 115025            | 2003 QC100               | 3,2345           | 28 sierpnia 2003 | NEAT                    |
| 115026            | 2003 QG101               | 2,1926           | 28 sierpnia 2003 | NEAT                    |
| 115027            | 2003 QV101               | 3,2134           | 29 sierpnia 2003 | NEAT                    |
| 115028            | 2003 QY102               | 2,6026           | 31 sierpnia 2003 | Spacewatch              |
| 115029            | 2003 QZ102               | 2,7785           | 31 sierpnia 2003 | LINEAR                  |
| 115030            | 2003 QS103               | 2,4400           | 31 sierpnia 2003 | NEAT                    |
| 115031            | 2003 QN104               | 1,8981           | 28 sierpnia 2003 | LINEAR                  |
| 115032            | 2003 QX104               | 3,1937           | 29 sierpnia 2003 | NEAT                    |
| 115033            | 2003 QC105               | 2,2242           | 31 sierpnia 2003 | NEAT                    |
| 115034            | 2003 QH105               | 2,6845           | 31 sierpnia 2003 | NEAT                    |
| 115035            | 2003 QU106               | 2,3041           | 30 sierpnia 2003 | NEAT                    |
| 115036            | 2003 QZ106               | 2,6318           | 30 sierpnia 2003 | Spacewatch              |
| 115037            | 2003 QJ108               | 1,8938           | 31 sierpnia 2003 | LINEAR                  |
| 115038            | 2003 QK108               | 2,3044           | 31 sierpnia 2003 | LINEAR                  |
| 115039            | 2003 QB109               | 2,4401           | 31 sierpnia 2003 | LINEAR                  |
| 115040            | 2003 QY110               | 2,2773           | 31 sierpnia 2003 | LINEAR                  |
| 115041            | 2003 QA111               | 3,0788           | 31 sierpnia 2003 | LINEAR                  |
| 115042            | 2003 QT112               | 2,6826           | 20 sierpnia 2003 | LINEAR                  |
| 115043            | 2003 RH                  | 3,0084           | 1 września 2003  | LINEAR                  |
| 115044            | 2003 RQ                  | 2,2907           | 2 września 2003  | LINEAR                  |
| 115045            | 2003 RB1                 | 2,5481           | 1 września 2003  | LINEAR                  |
| 115046            | 2003 RV3                 | 2,3690           | 1 września 2003  | LINEAR                  |
| 115047            | 2003 RH4                 | 3,0686           | 2 września 2003  | LINEAR                  |
| 115048            | 2003 RU4                 | 2,3372           | 3 września 2003  | NEAT                    |
| 115049            | 2003 RY4                 | 2,6494           | 3 września 2003  | NEAT                    |
| 115050            | 2003 RS5                 | 2,3273           | 3 września 2003  | NEAT                    |
| 115051 Safaeinili | 2003 RC6                 | 3,1114           | 4 września 2003  | CINEOS                  |
| 115052            | 2003 RD6                 | 1,6687           | 5 września 2003  | LINEAR                  |
| 115053            | 2003 RP6                 | 3,0955           | 1 września 2003  | LINEAR                  |
| 115054            | 2003 RR6                 | 2,8945           | 1 września 2003  | LINEAR                  |
| 115055            | 2003 RU6                 | 2,6793           | 3 września 2003  | Črni Vrh                |
| 115056            | 2003 RZ6                 | 2,6159           | 4 września 2003  | LINEAR                  |
| 115057            | 2003 RC7                 | 2,7632           | 4 września 2003  | LINEAR                  |
| 115058 Tassantal  | 2003 RH8                 | 2,3589           | 4 września 2003  | K. Sárneczky, B. Sipőcz |
| 115059 Nagykároly | 2003 RJ8                 | 3,0031           | 5 września 2003  | K. Sárneczky, B. Sipőcz |
| 115060            | 2003 RD12                | 2,3604           | 13 września 2003 | NEAT                    |
| 115061            | 2003 RG13                | 2,4019           | 14 września 2003 | NEAT                    |
| 115062            | 2003 RT14                | 2,3948           | 13 września 2003 | NEAT                    |
| 115063            | 2003 RU14                | 2,2727           | 14 września 2003 | NEAT                    |
| 115064            | 2003 RZ14                | 3,0207           | 14 września 2003 | NEAT                    |
| 115065            | 2003 RN18                | 2,3814           | 15 września 2003 | LONEOS                  |
| 115066            | 2003 RH19                | 2,7916           | 15 września 2003 | LONEOS                  |
| 115067            | 2003 RQ19                | 2,3984           | 15 września 2003 | LONEOS                  |
| 115068            | 2003 RY20                | 2,8717           | 15 września 2003 | LONEOS                  |
| 115069            | 2003 RE21                | 3,8593           | 15 września 2003 | LONEOS                  |
| 115070            | 2003 RT21                | 3,0360           | 13 września 2003 | NEAT                    |
| 115071            | 2003 RG22                | 2,3520           | 15 września 2003 | NEAT                    |
| 115072            | 2003 RO22                | 3,2429           | 15 września 2003 | NEAT                    |
| 115073            | 2003 RO23                | 2,5848           | 14 września 2003 | NEAT                    |
| 115074            | 2003 RW23                | 2,2656           | 14 września 2003 | NEAT                    |
| 115075            | 2003 RA24                | 2,3295           | 14 września 2003 | NEAT                    |
| 115076            | 2003 RD24                | 2,3236           | 15 września 2003 | LONEOS                  |
| 115077            | 2003 RL25                | 3,1670           | 15 września 2003 | NEAT                    |
| 115078            | 2003 RJ26                | 2,6147           | 3 września 2003  | NEAT                    |
| 115079            | 2003 SA3                 | 2,2088           | 16 września 2003 | NEAT                    |
| 115080            | 2003 SH3                 | 2,7892           | 16 września 2003 | NEAT                    |
| 115081            | 2003 SQ3                 | 2,3638           | 16 września 2003 | Spacewatch              |
| 115082            | 2003 SP6                 | 2,2982           | 17 września 2003 | W. K. Y. Yeung          |
| 115083            | 2003 SZ7                 | 2,3810           | 16 września 2003 | NEAT                    |
| 115084            | 2003 SM9                 | 2,6314           | 17 września 2003 | Spacewatch              |
| 115085            | 2003 SK11                | 2,7984           | 16 września 2003 | Spacewatch              |
| 115086            | 2003 SP11                | 2,7202           | 16 września 2003 | Spacewatch              |
| 115087            | 2003 SP13                | 3,2205           | 16 września 2003 | Spacewatch              |
| 115088            | 2003 SU13                | 3,9893           | 16 września 2003 | Spacewatch              |
| 115089            | 2003 SF14                | 3,0444           | 17 września 2003 | Spacewatch              |
| 115090            | 2003 SM14                | 2,4270           | 17 września 2003 | Spacewatch              |
| 115091            | 2003 SB15                | 2,6925           | 17 września 2003 | Spacewatch              |
| 115092            | 2003 SH15                | 3,0546           | 16 września 2003 | Spacewatch              |
| 115093            | 2003 SQ16                | 2,3547           | 17 września 2003 | R. Tucker               |
| 115094            | 2003 SZ16                | 2,3934           | 17 września 2003 | Spacewatch              |
| 115095            | 2003 SB17                | 2,7193           | 17 września 2003 | Spacewatch              |
| 115096            | 2003 SW17                | 2,2756           | 17 września 2003 | Spacewatch              |
| 115097            | 2003 SK18                | 3,9825           | 16 września 2003 | LINEAR                  |
| 115098            | 2003 SN18                | 2,6828           | 16 września 2003 | Spacewatch              |
| 115099            | 2003 SA22                | 2,1462           | 16 września 2003 | Spacewatch              |
| 115100            | 2003 SY22                | 2,8605           | 16 września 2003 | NEAT                    |

## 115101-115200
| Numer, nazwa | Oznaczenie prowizoryczne | Odległość (j.a.) | Data odkrycia    | Odkrywcy       |
| ------------ | ------------------------ | ---------------- | ---------------- | -------------- |
| 115101       | 2003 SD23                | 2,2242           | 16 września 2003 | NEAT           |
| 115102       | 2003 SP24                | 2,7344           | 17 września 2003 | LINEAR         |
| 115103       | 2003 SK25                | 2,7066           | 17 września 2003 | Spacewatch     |
| 115104       | 2003 SW25                | 2,2263           | 17 września 2003 | NEAT           |
| 115105       | 2003 SQ26                | 2,2931           | 17 września 2003 | NEAT           |
| 115106       | 2003 SF27                | 2,4372           | 18 września 2003 | LINEAR         |
| 115107       | 2003 ST30                | 2,9440           | 18 września 2003 | Spacewatch     |
| 115108       | 2003 SA31                | 2,7780           | 18 września 2003 | NEAT           |
| 115109       | 2003 SK32                | 2,3754           | 17 września 2003 | NEAT           |
| 115110       | 2003 SR33                | 2,2028           | 18 września 2003 | LINEAR         |
| 115111       | 2003 ST35                | 2,1963           | 16 września 2003 | Spacewatch     |
| 115112       | 2003 SQ37                | 2,7378           | 16 września 2003 | NEAT           |
| 115113       | 2003 SN38                | 2,6114           | 16 września 2003 | NEAT           |
| 115114       | 2003 SB39                | 2,8900           | 16 września 2003 | NEAT           |
| 115115       | 2003 SX39                | 2,6548           | 16 września 2003 | NEAT           |
| 115116       | 2003 SE40                | 2,9993           | 16 września 2003 | NEAT           |
| 115117       | 2003 SQ41                | 3,2155           | 18 września 2003 | NEAT           |
| 115118       | 2003 SB44                | 2,3919           | 16 września 2003 | LONEOS         |
| 115119       | 2003 SP44                | 2,5827           | 16 września 2003 | LONEOS         |
| 115120       | 2003 SV44                | 2,7388           | 16 września 2003 | LONEOS         |
| 115121       | 2003 SP46                | 3,2114           | 16 września 2003 | LONEOS         |
| 115122       | 2003 SQ46                | 2,6301           | 16 września 2003 | LONEOS         |
| 115123       | 2003 SR47                | 2,7277           | 18 września 2003 | NEAT           |
| 115124       | 2003 ST47                | 2,4610           | 18 września 2003 | NEAT           |
| 115125       | 2003 SA48                | 2,2843           | 18 września 2003 | NEAT           |
| 115126       | 2003 SC49                | 2,5545           | 18 września 2003 | NEAT           |
| 115127       | 2003 SJ49                | 2,8333           | 18 września 2003 | NEAT           |
| 115128       | 2003 SC51                | 3,1427           | 18 września 2003 | NEAT           |
| 115129       | 2003 SL52                | 2,3748           | 18 września 2003 | NEAT           |
| 115130       | 2003 SV52                | 2,7683           | 19 września 2003 | NEAT           |
| 115131       | 2003 SB53                | 2,3754           | 19 września 2003 | NEAT           |
| 115132       | 2003 SM53                | 2,7055           | 16 września 2003 | Spacewatch     |
| 115133       | 2003 SN53                | 2,3680           | 16 września 2003 | LINEAR         |
| 115134       | 2003 SW55                | 2,3487           | 16 września 2003 | LONEOS         |
| 115135       | 2003 SK57                | 2,8512           | 16 września 2003 | Spacewatch     |
| 115136       | 2003 SN57                | 2,5882           | 16 września 2003 | Spacewatch     |
| 115137       | 2003 SX57                | 2,4118           | 16 września 2003 | Spacewatch     |
| 115138       | 2003 SE58                | 3,0876           | 17 września 2003 | LONEOS         |
| 115139       | 2003 SB59                | 2,6810           | 17 września 2003 | LONEOS         |
| 115140       | 2003 SE59                | 3,1752           | 17 września 2003 | LONEOS         |
| 115141       | 2003 SZ61                | 3,2357           | 17 września 2003 | LINEAR         |
| 115142       | 2003 SM64                | 2,3208           | 18 września 2003 | CINEOS         |
| 115143       | 2003 SO64                | 2,3942           | 18 września 2003 | CINEOS         |
| 115144       | 2003 SQ64                | 2,4500           | 18 września 2003 | CINEOS         |
| 115145       | 2003 SD65                | 2,7181           | 18 września 2003 | CINEOS         |
| 115146       | 2003 SK66                | 2,8123           | 18 września 2003 | CINEOS         |
| 115147       | 2003 SU66                | 3,0155           | 19 września 2003 | CINEOS         |
| 115148       | 2003 SZ66                | 2,3966           | 19 września 2003 | CINEOS         |
| 115149       | 2003 SA67                | 3,0347           | 19 września 2003 | LINEAR         |
| 115150       | 2003 SH67                | 2,2209           | 19 września 2003 | LINEAR         |
| 115151       | 2003 SP67                | 3,2162           | 19 września 2003 | LINEAR         |
| 115152       | 2003 SA68                | 2,7250           | 17 września 2003 | W. K. Y. Yeung |
| 115153       | 2003 SB69                | 2,3278           | 17 września 2003 | Spacewatch     |
| 115154       | 2003 SN70                | 2,8568           | 17 września 2003 | Spacewatch     |
| 115155       | 2003 SJ71                | 2,3172           | 18 września 2003 | Spacewatch     |
| 115156       | 2003 SR71                | 2,3818           | 18 września 2003 | Spacewatch     |
| 115157       | 2003 SG73                | 2,8708           | 18 września 2003 | Spacewatch     |
| 115158       | 2003 SA74                | 2,3628           | 18 września 2003 | Spacewatch     |
| 115159       | 2003 SP75                | 2,5874           | 18 września 2003 | Spacewatch     |
| 115160       | 2003 SF76                | 2,2498           | 18 września 2003 | Spacewatch     |
| 115161       | 2003 SH76                | 3,2584           | 18 września 2003 | Spacewatch     |
| 115162       | 2003 SL76                | 2,3441           | 18 września 2003 | Spacewatch     |
| 115163       | 2003 SN76                | 3,1461           | 18 września 2003 | Spacewatch     |
| 115164       | 2003 SJ80                | 2,1456           | 19 września 2003 | Spacewatch     |
| 115165       | 2003 SL80                | 3,2524           | 19 września 2003 | Spacewatch     |
| 115166       | 2003 SM80                | 2,1636           | 19 września 2003 | Spacewatch     |
| 115167       | 2003 SR80                | 2,2083           | 19 września 2003 | Spacewatch     |
| 115168       | 2003 SV80                | 2,4063           | 19 września 2003 | NEAT           |
| 115169       | 2003 SW80                | 2,5909           | 19 września 2003 | Spacewatch     |
| 115170       | 2003 SF81                | 3,9521           | 19 września 2003 | Spacewatch     |
| 115171       | 2003 SS81                | 2,3547           | 19 września 2003 | NEAT           |
| 115172       | 2003 SN82                | 2,2856           | 18 września 2003 | LINEAR         |
| 115173       | 2003 SW83                | 2,3942           | 18 września 2003 | NEAT           |
| 115174       | 2003 SA87                | 2,5595           | 17 września 2003 | LINEAR         |
| 115175       | 2003 SG87                | 2,3255           | 17 września 2003 | LINEAR         |
| 115176       | 2003 SN87                | 3,1548           | 17 września 2003 | LINEAR         |
| 115177       | 2003 ST87                | 3,0068           | 17 września 2003 | NEAT           |
| 115178       | 2003 SO88                | 3,1018           | 18 września 2003 | LONEOS         |
| 115179       | 2003 SX89                | 2,5883           | 18 września 2003 | NEAT           |
| 115180       | 2003 SM90                | 2,8077           | 18 września 2003 | LINEAR         |
| 115181       | 2003 SX91                | 2,7192           | 18 września 2003 | NEAT           |
| 115182       | 2003 ST92                | 2,6786           | 18 września 2003 | Spacewatch     |
| 115183       | 2003 SO94                | 3,0443           | 19 września 2003 | CINEOS         |
| 115184       | 2003 SO95                | 2,4041           | 19 września 2003 | NEAT           |
| 115185       | 2003 SD97                | 2,9857           | 19 września 2003 | LINEAR         |
| 115186       | 2003 SB98                | 2,4157           | 19 września 2003 | LINEAR         |
| 115187       | 2003 SD103               | 2,2575           | 20 września 2003 | LINEAR         |
| 115188       | 2003 SP103               | 2,8773           | 20 września 2003 | LINEAR         |
| 115189       | 2003 SY103               | 2,2116           | 20 września 2003 | LINEAR         |
| 115190       | 2003 SW105               | 2,5844           | 20 września 2003 | NEAT           |
| 115191       | 2003 SZ105               | 2,6299           | 20 września 2003 | NEAT           |
| 115192       | 2003 SO106               | 2,3836           | 20 września 2003 | Eskridge       |
| 115193       | 2003 SA107               | 2,7573           | 20 września 2003 | NEAT           |
| 115194       | 2003 SF107               | 2,3950           | 20 września 2003 | NEAT           |
| 115195       | 2003 SJ108               | 3,1563           | 20 września 2003 | NEAT           |
| 115196       | 2003 SB109               | 3,0361           | 20 września 2003 | Spacewatch     |
| 115197       | 2003 SH109               | 2,6421           | 20 września 2003 | Spacewatch     |
| 115198       | 2003 SQ110               | 2,5965           | 20 września 2003 | NEAT           |
| 115199       | 2003 SR110               | 1,9606           | 20 września 2003 | NEAT           |
| 115200       | 2003 SV110               | 2,6327           | 20 września 2003 | NEAT           |

## 115201-115300
| Numer, nazwa | Oznaczenie prowizoryczne | Odległość (j.a.) | Data odkrycia    | Odkrywcy                |
| ------------ | ------------------------ | ---------------- | ---------------- | ----------------------- |
| 115201       | 2003 SM111               | 2,6128           | 19 września 2003 | NEAT                    |
| 115202       | 2003 ST111               | 2,3208           | 18 września 2003 | LINEAR                  |
| 115203       | 2003 SJ116               | 3,0520           | 16 września 2003 | LINEAR                  |
| 115204       | 2003 SV116               | 2,5373           | 16 września 2003 | NEAT                    |
| 115205       | 2003 SZ117               | 2,7527           | 16 września 2003 | NEAT                    |
| 115206       | 2003 SD118               | 2,3792           | 16 września 2003 | NEAT                    |
| 115207       | 2003 SJ119               | 3,0525           | 17 września 2003 | LONEOS                  |
| 115208       | 2003 SM120               | 2,4356           | 17 września 2003 | Spacewatch              |
| 115209       | 2003 SL124               | 2,9704           | 18 września 2003 | NEAT                    |
| 115210       | 2003 SY124               | 2,5921           | 19 września 2003 | OAM                     |
| 115211       | 2003 SS125               | 3,1662           | 19 września 2003 | LINEAR                  |
| 115212       | 2003 SW125               | 2,7923           | 19 września 2003 | LINEAR                  |
| 115213       | 2003 SR126               | 2,8396           | 19 września 2003 | NEAT                    |
| 115214       | 2003 SH128               | 2,7899           | 20 września 2003 | LINEAR                  |
| 115215       | 2003 SX128               | 2,3582           | 20 września 2003 | NEAT                    |
| 115216       | 2003 SZ129               | 1,9238           | 20 września 2003 | LINEAR                  |
| 115217       | 2003 SP138               | 3,1276           | 20 września 2003 | NEAT                    |
| 115218       | 2003 SF140               | 3,1976           | 19 września 2003 | CINEOS                  |
| 115219       | 2003 SJ140               | 2,2988           | 19 września 2003 | LINEAR                  |
| 115220       | 2003 ST140               | 2,3683           | 19 września 2003 | NEAT                    |
| 115221       | 2003 SH141               | 2,7440           | 19 września 2003 | NEAT                    |
| 115222       | 2003 SK142               | 2,3537           | 20 września 2003 | NEAT                    |
| 115223       | 2003 SM142               | 2,7389           | 20 września 2003 | LINEAR                  |
| 115224       | 2003 SR142               | 3,0816           | 20 września 2003 | LINEAR                  |
| 115225       | 2003 SW142               | 2,7440           | 20 września 2003 | LINEAR                  |
| 115226       | 2003 SA143               | 3,0623           | 20 września 2003 | LINEAR                  |
| 115227       | 2003 SB143               | 2,2718           | 20 września 2003 | LINEAR                  |
| 115228       | 2003 SL143               | 2,3506           | 20 września 2003 | NEAT                    |
| 115229       | 2003 SS143               | 2,7724           | 21 września 2003 | LINEAR                  |
| 115230       | 2003 ST143               | 3,2345           | 21 września 2003 | LINEAR                  |
| 115231       | 2003 SV143               | 3,1753           | 21 września 2003 | LINEAR                  |
| 115232       | 2003 SE145               | 3,1108           | 19 września 2003 | NEAT                    |
| 115233       | 2003 SH145               | 2,7981           | 20 września 2003 | CINEOS                  |
| 115234       | 2003 SV145               | 2,6311           | 20 września 2003 | NEAT                    |
| 115235       | 2003 SA146               | 3,2319           | 20 września 2003 | NEAT                    |
| 115236       | 2003 SS146               | 2,8139           | 20 września 2003 | NEAT                    |
| 115237       | 2003 SG147               | 2,2475           | 20 września 2003 | NEAT                    |
| 115238       | 2003 SQ147               | 2,3640           | 21 września 2003 | Spacewatch              |
| 115239       | 2003 SS147               | 2,3476           | 21 września 2003 | Spacewatch              |
| 115240       | 2003 SC148               | 2,8537           | 16 września 2003 | LINEAR                  |
| 115241       | 2003 SZ149               | 2,3877           | 17 września 2003 | LINEAR                  |
| 115242       | 2003 SX151               | 2,3624           | 18 września 2003 | Spacewatch              |
| 115243       | 2003 SC152               | 3,1101           | 19 września 2003 | LONEOS                  |
| 115244       | 2003 SL152               | 2,7777           | 19 września 2003 | LONEOS                  |
| 115245       | 2003 SO152               | 2,7239           | 19 września 2003 | LONEOS                  |
| 115246       | 2003 SF153               | 3,0686           | 19 września 2003 | LONEOS                  |
| 115247       | 2003 SS155               | 2,3649           | 19 września 2003 | LONEOS                  |
| 115248       | 2003 ST155               | 2,4315           | 19 września 2003 | LONEOS                  |
| 115249       | 2003 SE156               | 2,8637           | 19 września 2003 | LONEOS                  |
| 115250       | 2003 SF156               | 2,3011           | 19 września 2003 | LONEOS                  |
| 115251       | 2003 SS156               | 2,9075           | 19 września 2003 | LONEOS                  |
| 115252       | 2003 SK157               | 3,1094           | 19 września 2003 | LONEOS                  |
| 115253       | 2003 SN157               | 2,7955           | 19 września 2003 | LONEOS                  |
| 115254 Fényi | 2003 SF158               | 2,7379           | 22 września 2003 | K. Sárneczky, B. Sipőcz |
| 115255       | 2003 SU160               | 2,6005           | 16 września 2003 | Spacewatch              |
| 115256       | 2003 SJ162               | 3,0900           | 19 września 2003 | LINEAR                  |
| 115257       | 2003 SO163               | 3,1580           | 19 września 2003 | Spacewatch              |
| 115258       | 2003 SD164               | 2,2455           | 20 września 2003 | LONEOS                  |
| 115259       | 2003 SK164               | 2,8042           | 20 września 2003 | LONEOS                  |
| 115260       | 2003 ST167               | 3,0004           | 22 września 2003 | NEAT                    |
| 115261       | 2003 SE169               | 2,7299           | 23 września 2003 | NEAT                    |
| 115262       | 2003 SB172               | 2,9990           | 18 września 2003 | LINEAR                  |
| 115263       | 2003 SN172               | 2,3462           | 18 września 2003 | LINEAR                  |
| 115264       | 2003 SW172               | 2,5476           | 18 września 2003 | LINEAR                  |
| 115265       | 2003 SC173               | 2,4451           | 18 września 2003 | LINEAR                  |
| 115266       | 2003 SG173               | 3,0663           | 18 września 2003 | LINEAR                  |
| 115267       | 2003 SE174               | 2,3352           | 18 września 2003 | NEAT                    |
| 115268       | 2003 SG177               | 3,0265           | 18 września 2003 | NEAT                    |
| 115269       | 2003 SP177               | 2,3461           | 18 września 2003 | NEAT                    |
| 115270       | 2003 SR179               | 2,3654           | 19 września 2003 | LINEAR                  |
| 115271       | 2003 SL180               | 2,5819           | 19 września 2003 | Spacewatch              |
| 115272       | 2003 SU181               | 2,3624           | 20 września 2003 | LONEOS                  |
| 115273       | 2003 SA182               | 2,7448           | 20 września 2003 | LINEAR                  |
| 115274       | 2003 SB182               | 2,2714           | 20 września 2003 | LINEAR                  |
| 115275       | 2003 SY182               | 2,9963           | 21 września 2003 | Pla D'Arguines          |
| 115276       | 2003 SY183               | 2,3239           | 21 września 2003 | Spacewatch              |
| 115277       | 2003 SS185               | 2,6163           | 22 września 2003 | LONEOS                  |
| 115278       | 2003 SN186               | 2,7014           | 22 września 2003 | LONEOS                  |
| 115279       | 2003 SL188               | 2,3197           | 22 września 2003 | LONEOS                  |
| 115280       | 2003 SM188               | 2,2783           | 22 września 2003 | LONEOS                  |
| 115281       | 2003 SK189               | 3,1470           | 22 września 2003 | NEAT                    |
| 115282       | 2003 SD190               | 3,0919           | 24 września 2003 | NEAT                    |
| 115283       | 2003 SV190               | 2,3925           | 17 września 2003 | Spacewatch              |
| 115284       | 2003 SO192               | 3,1653           | 20 września 2003 | LINEAR                  |
| 115285       | 2003 SB194               | 2,9944           | 20 września 2003 | NEAT                    |
| 115286       | 2003 ST194               | 3,1352           | 20 września 2003 | NEAT                    |
| 115287       | 2003 SU194               | 2,7332           | 20 września 2003 | NEAT                    |
| 115288       | 2003 SS195               | 2,1807           | 20 września 2003 | Spacewatch              |
| 115289       | 2003 ST195               | 3,1079           | 20 września 2003 | Spacewatch              |
| 115290       | 2003 SJ197               | 3,0948           | 21 września 2003 | LONEOS                  |
| 115291       | 2003 SA198               | 2,7549           | 21 września 2003 | LONEOS                  |
| 115292       | 2003 SM198               | 3,2371           | 21 września 2003 | LONEOS                  |
| 115293       | 2003 SV198               | 2,3390           | 21 września 2003 | LONEOS                  |
| 115294       | 2003 SB199               | 3,1875           | 21 września 2003 | LONEOS                  |
| 115295       | 2003 SB200               | 2,6946           | 21 września 2003 | LONEOS                  |
| 115296       | 2003 SK200               | 2,6586           | 25 września 2003 | NEAT                    |
| 115297       | 2003 SQ200               | 3,1769           | 24 września 2003 | LINEAR                  |
| 115298       | 2003 SS203               | 2,8924           | 22 września 2003 | NEAT                    |
| 115299       | 2003 SM204               | 3,1696           | 22 września 2003 | LINEAR                  |
| 115300       | 2003 SW204               | 2,5970           | 22 września 2003 | LINEAR                  |

## 115301-115400
| Numer, nazwa        | Oznaczenie prowizoryczne | Odległość (j.a.) | Data odkrycia    | Odkrywcy               |
| ------------------- | ------------------------ | ---------------- | ---------------- | ---------------------- |
| 115301              | 2003 SQ205               | 2,6861           | 25 września 2003 | NEAT                   |
| 115302              | 2003 SU206               | 2,3915           | 26 września 2003 | LINEAR                 |
| 115303              | 2003 SM207               | 2,4091           | 26 września 2003 | LINEAR                 |
| 115304              | 2003 SW207               | 2,1559           | 26 września 2003 | LINEAR                 |
| 115305              | 2003 SR209               | 2,3429           | 24 września 2003 | UDAS                   |
| 115306              | 2003 SN210               | 3,0680           | 26 września 2003 | LINEAR                 |
| 115307              | 2003 SO210               | 2,7807           | 26 września 2003 | LINEAR                 |
| 115308              | 2003 SC211               | 2,2742           | 24 września 2003 | NEAT                   |
| 115309              | 2003 SN211               | 3,0984           | 25 września 2003 | NEAT                   |
| 115310              | 2003 SR213               | 2,9093           | 26 września 2003 | LINEAR                 |
| 115311              | 2003 SH214               | 2,9405           | 26 września 2003 | W. K. Y. Yeung         |
| 115312 Whither      | 2003 SP215               | 2,4014           | 19 września 2003 | J. Young               |
| 115313              | 2003 SX215               | 3,2364           | 25 września 2003 | NEAT                   |
| 115314              | 2003 SY215               | 3,0989           | 25 września 2003 | NEAT                   |
| 115315              | 2003 SZ215               | 4,0085           | 25 września 2003 | NEAT                   |
| 115316              | 2003 SK216               | 2,6553           | 26 września 2003 | LINEAR                 |
| 115317              | 2003 SZ216               | 2,9222           | 27 września 2003 | W. K. Y. Yeung         |
| 115318              | 2003 SJ217               | 2,7861           | 27 września 2003 | W. K. Y. Yeung         |
| 115319              | 2003 SR218               | 2,3940           | 28 września 2003 | W. K. Y. Yeung         |
| 115320              | 2003 SB219               | 2,5729           | 19 września 2003 | NEAT                   |
| 115321              | 2003 SK219               | 2,7038           | 28 września 2003 | LINEAR                 |
| 115322              | 2003 SM219               | 2,4259           | 26 września 2003 | LINEAR                 |
| 115323              | 2003 SO219               | 2,5200           | 27 września 2003 | W. K. Y. Yeung         |
| 115324              | 2003 SP220               | 2,7582           | 29 września 2003 | W. K. Y. Yeung         |
| 115325              | 2003 SQ220               | 3,4895           | 29 września 2003 | W. K. Y. Yeung         |
| 115326 Wehinger     | 2003 SC221               | 2,7624           | 29 września 2003 | D. Healy               |
| 115327              | 2003 SH222               | 2,6890           | 27 września 2003 | W. K. Y. Yeung         |
| 115328              | 2003 SR222               | 3,1146           | 28 września 2003 | C. Juels, P. Holvorcem |
| 115329              | 2003 SY222               | 3,0071           | 27 września 2003 | W. K. Y. Yeung         |
| 115330              | 2003 SB224               | 2,2567           | 22 września 2003 | LINEAR                 |
| (115331) Shrylmiles | 2003 SL224               | 2,7983           | 29 września 2003 | D. Healy               |
| 115332              | 2003 SR224               | 2,3815           | 28 września 2003 | LONEOS                 |
| 115333              | 2003 SV225               | 2,1765           | 26 września 2003 | LINEAR                 |
| 115334              | 2003 SX225               | 2,9283           | 26 września 2003 | LINEAR                 |
| 115335              | 2003 SZ225               | 2,7938           | 26 września 2003 | LINEAR                 |
| 115336              | 2003 SF226               | 2,4563           | 26 września 2003 | LINEAR                 |
| 115337              | 2003 SG226               | 3,1176           | 26 września 2003 | LINEAR                 |
| 115338              | 2003 SH226               | 2,7462           | 26 września 2003 | LINEAR                 |
| 115339              | 2003 SK226               | 2,2852           | 26 września 2003 | LINEAR                 |
| 115340              | 2003 SL226               | 3,9196           | 26 września 2003 | LINEAR                 |
| 115341              | 2003 SS226               | 2,8609           | 26 września 2003 | LINEAR                 |
| 115342              | 2003 SO227               | 2,6618           | 27 września 2003 | LINEAR                 |
| 115343              | 2003 SS228               | 2,6936           | 26 września 2003 | LINEAR                 |
| 115344              | 2003 SV228               | 2,2921           | 26 września 2003 | LINEAR                 |
| 115345              | 2003 SB229               | 2,3713           | 27 września 2003 | Spacewatch             |
| 115346              | 2003 SY230               | 2,3357           | 24 września 2003 | NEAT                   |
| 115347              | 2003 SS232               | 2,6398           | 24 września 2003 | NEAT                   |
| 115348              | 2003 SW233               | 3,1500           | 25 września 2003 | NEAT                   |
| 115349              | 2003 SR234               | 3,1646           | 25 września 2003 | NEAT                   |
| 115350              | 2003 SW234               | 3,1134           | 25 września 2003 | Črni Vrh               |
| 115351              | 2003 SA235               | 2,3224           | 26 września 2003 | LINEAR                 |
| 115352              | 2003 SX240               | 3,0954           | 27 września 2003 | LINEAR                 |
| 115353              | 2003 SJ244               | 3,1343           | 25 września 2003 | NEAT                   |
| 115354              | 2003 SW244               | 2,5637           | 26 września 2003 | LINEAR                 |
| 115355              | 2003 SQ246               | 3,1163           | 26 września 2003 | LINEAR                 |
| 115356              | 2003 SD247               | 2,9076           | 26 września 2003 | LINEAR                 |
| 115357              | 2003 SS249               | 2,3228           | 26 września 2003 | LINEAR                 |
| 115358              | 2003 SY249               | 2,3759           | 26 września 2003 | LINEAR                 |
| 115359              | 2003 SA250               | 2,9355           | 26 września 2003 | LINEAR                 |
| 115360              | 2003 SJ250               | 3,0488           | 26 września 2003 | LINEAR                 |
| 115361              | 2003 SL250               | 2,3404           | 26 września 2003 | LINEAR                 |
| 115362              | 2003 SN250               | 2,2325           | 26 września 2003 | LINEAR                 |
| 115363              | 2003 SZ250               | 2,4134           | 26 września 2003 | LINEAR                 |
| 115364              | 2003 SC251               | 2,8339           | 26 września 2003 | LINEAR                 |
| 115365              | 2003 SE251               | 2,2473           | 26 września 2003 | LINEAR                 |
| 115366              | 2003 SL251               | 3,1706           | 26 września 2003 | LINEAR                 |
| 115367              | 2003 SP251               | 2,3181           | 26 września 2003 | LINEAR                 |
| 115368              | 2003 SZ251               | 2,6965           | 26 września 2003 | LINEAR                 |
| 115369              | 2003 SS252               | 3,0983           | 26 września 2003 | LINEAR                 |
| 115370              | 2003 SX254               | 2,5992           | 27 września 2003 | Spacewatch             |
| 115371              | 2003 SU255               | 2,7311           | 27 września 2003 | Spacewatch             |
| 115372              | 2003 SA256               | 2,3771           | 27 września 2003 | Spacewatch             |
| 115373              | 2003 SA259               | 2,8902           | 28 września 2003 | Spacewatch             |
| 115374              | 2003 SC259               | 2,3690           | 28 września 2003 | Spacewatch             |
| 115375              | 2003 SG259               | 2,8486           | 28 września 2003 | Spacewatch             |
| 115376              | 2003 SH262               | 2,2391           | 27 września 2003 | Spacewatch             |
| 115377              | 2003 SA270               | 3,0686           | 24 września 2003 | NEAT                   |
| 115378              | 2003 SO270               | 2,6202           | 25 września 2003 | NEAT                   |
| 115379              | 2003 SE271               | 3,0883           | 25 września 2003 | NEAT                   |
| 115380              | 2003 SJ271               | 4,0089           | 25 września 2003 | NEAT                   |
| 115381              | 2003 SV272               | 2,5664           | 27 września 2003 | LINEAR                 |
| 115382              | 2003 SD273               | 3,0548           | 27 września 2003 | LINEAR                 |
| 115383              | 2003 SF274               | 2,3274           | 28 września 2003 | LONEOS                 |
| 115384              | 2003 SG275               | 2,4023           | 29 września 2003 | LINEAR                 |
| 115385              | 2003 SH275               | 3,1587           | 29 września 2003 | LINEAR                 |
| 115386              | 2003 SP275               | 2,2888           | 29 września 2003 | LINEAR                 |
| 115387              | 2003 SY275               | 2,5626           | 29 września 2003 | LINEAR                 |
| 115388              | 2003 SN278               | 2,3691           | 30 września 2003 | LINEAR                 |
| 115389              | 2003 SU278               | 2,6796           | 30 września 2003 | LINEAR                 |
| 115390              | 2003 SR279               | 2,8947           | 17 września 2003 | LINEAR                 |
| 115391              | 2003 SG280               | 2,3892           | 18 września 2003 | LINEAR                 |
| 115392              | 2003 SM283               | 3,2226           | 20 września 2003 | LINEAR                 |
| 115393              | 2003 SW284               | 2,3625           | 20 września 2003 | LINEAR                 |
| 115394              | 2003 SA286               | 2,7583           | 20 września 2003 | NEAT                   |
| 115395              | 2003 SR286               | 3,0938           | 21 września 2003 | NEAT                   |
| 115396              | 2003 SA287               | 2,9781           | 29 września 2003 | Spacewatch             |
| 115397              | 2003 SN288               | 2,1604           | 28 września 2003 | LINEAR                 |
| 115398              | 2003 SF290               | 2,6330           | 28 września 2003 | LONEOS                 |
| 115399              | 2003 SD291               | 2,9552           | 29 września 2003 | LINEAR                 |
| 115400              | 2003 SJ291               | 2,9162           | 29 września 2003 | LINEAR                 |

## 115401-115500
| Numer, nazwa      | Oznaczenie prowizoryczne | Odległość (j.a.) | Data odkrycia        | Odkrywcy                     |
| ----------------- | ------------------------ | ---------------- | -------------------- | ---------------------------- |
| 115401            | 2003 SK291               | 2,2693           | 29 września 2003     | LINEAR                       |
| 115402            | 2003 SR291               | 2,3225           | 30 września 2003     | LINEAR                       |
| 115403            | 2003 SA292               | 2,7806           | 30 września 2003     | LINEAR                       |
| 115404            | 2003 SA293               | 2,6012           | 27 września 2003     | LINEAR                       |
| 115405            | 2003 SX293               | 2,6747           | 28 września 2003     | LINEAR                       |
| 115406            | 2003 SK294               | 2,2419           | 28 września 2003     | LINEAR                       |
| 115407            | 2003 ST294               | 2,3318           | 28 września 2003     | LINEAR                       |
| 115408            | 2003 SU294               | 2,6248           | 28 września 2003     | LINEAR                       |
| 115409            | 2003 SW294               | 2,4308           | 28 września 2003     | LINEAR                       |
| 115410            | 2003 SN296               | 2,6564           | 29 września 2003     | LONEOS                       |
| 115411            | 2003 SB297               | 3,1077           | 16 września 2003     | NEAT                         |
| 115412            | 2003 SN297               | 2,3824           | 18 września 2003     | NEAT                         |
| 115413            | 2003 SA299               | 3,1017           | 29 września 2003     | LONEOS                       |
| 115414            | 2003 SG299               | 2,4591           | 29 września 2003     | LONEOS                       |
| 115415            | 2003 SJ299               | 2,5909           | 29 września 2003     | LONEOS                       |
| 115416            | 2003 SP299               | 3,1992           | 29 września 2003     | LINEAR                       |
| 115417            | 2003 SR299               | 2,3266           | 30 września 2003     | LINEAR                       |
| 115418            | 2003 SY301               | 2,4089           | 17 września 2003     | NEAT                         |
| 115419            | 2003 SG305               | 2,3297           | 17 września 2003     | NEAT                         |
| 115420            | 2003 SJ306               | 2,7235           | 30 września 2003     | LINEAR                       |
| 115421            | 2003 SN306               | 2,2413           | 30 września 2003     | LINEAR                       |
| 115422            | 2003 SM307               | 3,2271           | 26 września 2003     | LINEAR                       |
| 115423            | 2003 SG308               | 2,5833           | 28 września 2003     | LINEAR                       |
| 115424            | 2003 SE310               | 2,4301           | 28 września 2003     | LINEAR                       |
| 115425            | 2003 SH310               | 3,2039           | 28 września 2003     | LINEAR                       |
| 115426            | 2003 SP311               | 2,7167           | 29 września 2003     | LINEAR                       |
| 115427            | 2003 SG312               | 2,3476           | 30 września 2003     | Spacewatch                   |
| 115428            | 2003 SH313               | 2,5616           | 18 września 2003     | R. Tucker                    |
| 115429            | 2003 SB315               | 3,1496           | 17 września 2003     | LINEAR                       |
| 115430            | 2003 SF315               | 2,6778           | 26 września 2003     | NEAT                         |
| 115431            | 2003 TJ1                 | 2,6300           | 4 października 2003  | J. McClusky                  |
| 115432            | 2003 TQ2                 | 3,1463           | 1 października 2003  | J. Kessel                    |
| 115433            | 2003 TS2                 | 3,0920           | 2 października 2003  | J. Kessel                    |
| 115434            | 2003 TU2                 | 2,7318           | 5 października 2003  | V. Reddy                     |
| 115435            | 2003 TM4                 | 2,2997           | 6 października 2003  | LONEOS                       |
| 115436            | 2003 TU4                 | 2,6605           | 1 października 2003  | Spacewatch                   |
| 115437            | 2003 TG5                 | 2,3660           | 2 października 2003  | Spacewatch                   |
| 115438            | 2003 TE6                 | 2,2802           | 1 października 2003  | LONEOS                       |
| 115439            | 2003 TN6                 | 2,9504           | 1 października 2003  | LONEOS                       |
| 115440            | 2003 TV6                 | 3,9822           | 1 października 2003  | LONEOS                       |
| 115441            | 2003 TO7                 | 3,2048           | 1 października 2003  | LONEOS                       |
| 115442            | 2003 TS7                 | 2,7473           | 1 października 2003  | LONEOS                       |
| 115443            | 2003 TK8                 | 2,6766           | 2 października 2003  | LINEAR                       |
| 115444            | 2003 TU8                 | 2,3834           | 3 października 2003  | Spacewatch                   |
| 115445            | 2003 TF9                 | 3,0823           | 4 października 2003  | Spacewatch                   |
| 115446            | 2003 TK9                 | 2,2152           | 5 października 2003  | NEAT                         |
| 115447            | 2003 TM9                 | 2,4431           | 5 października 2003  | NEAT                         |
| 115448            | 2003 TU9                 | 2,7146           | 14 października 2003 | NEAT                         |
| (115449) Robson   | 2003 TG10                | 2,7391           | 14 października 2003 | John J. McCarthy Observatory |
| 115450            | 2003 TK10                | 2,5246           | 15 października 2003 | Črni Vrh                     |
| 115451            | 2003 TZ10                | 3,0199           | 15 października 2003 | NEAT                         |
| 115452            | 2003 TB11                | 2,7792           | 14 października 2003 | LONEOS                       |
| 115453            | 2003 TL11                | 2,7820           | 14 października 2003 | LONEOS                       |
| 115454            | 2003 TF12                | 3,0881           | 14 października 2003 | LONEOS                       |
| 115455            | 2003 TL12                | 2,7918           | 14 października 2003 | LINEAR                       |
| 115456            | 2003 TD13                | 2,5831           | 9 października 2003  | LONEOS                       |
| 115457            | 2003 TU13                | 1,9192           | 5 października 2003  | LINEAR                       |
| 115458            | 2003 TN14                | 3,1251           | 14 października 2003 | LONEOS                       |
| 115459            | 2003 TG15                | 2,6018           | 15 października 2003 | LONEOS                       |
| 115460            | 2003 TL15                | 2,7626           | 15 października 2003 | LONEOS                       |
| 115461            | 2003 TO15                | 3,1236           | 15 października 2003 | LONEOS                       |
| 115462            | 2003 TZ15                | 2,6775           | 15 października 2003 | LONEOS                       |
| 115463            | 2003 TF16                | 3,9554           | 15 października 2003 | LONEOS                       |
| 115464            | 2003 TO16                | 2,2938           | 15 października 2003 | LONEOS                       |
| 115465            | 2003 TM17                | 2,3415           | 15 października 2003 | NEAT                         |
| 115466            | 2003 TM19                | 2,3566           | 15 października 2003 | NEAT                         |
| 115467            | 2003 TW19                | 2,7505           | 15 października 2003 | LONEOS                       |
| 115468            | 2003 TX20                | 3,0510           | 15 października 2003 | LONEOS                       |
| 115469            | 2003 TZ31                | 2,2941           | 1 października 2003  | Spacewatch                   |
| 115470            | 2003 TE57                | 2,6016           | 5 października 2003  | LINEAR                       |
| 115471            | 2003 UA1                 | 3,1153           | 16 października 2003 | NEAT                         |
| 115472            | 2003 UD3                 | 3,0181           | 16 października 2003 | Spacewatch                   |
| 115473            | 2003 UP3                 | 1,9194           | 17 października 2003 | LINEAR                       |
| 115474            | 2003 UE4                 | 2,9299           | 16 października 2003 | NEAT                         |
| 115475            | 2003 UV4                 | 2,6212           | 17 października 2003 | LINEAR                       |
| 115476            | 2003 UF7                 | 1,9304           | 18 października 2003 | LINEAR                       |
| 115477 Brantanica | 2003 UK8                 | 2,6831           | 19 października 2003 | J. Young                     |
| 115478            | 2003 UT8                 | 1,9007           | 16 października 2003 | LINEAR                       |
| 115479            | 2003 UP10                | 3,1137           | 19 października 2003 | LONEOS                       |
| 115480            | 2003 UC11                | 2,6326           | 19 października 2003 | UDAS                         |
| 115481            | 2003 UG12                | 2,2028           | 20 października 2003 | NEAT                         |
| 115482            | 2003 UV14                | 2,7854           | 16 października 2003 | Spacewatch                   |
| 115483            | 2003 UJ16                | 3,0866           | 16 października 2003 | LONEOS                       |
| 115484            | 2003 UL19                | 2,7235           | 20 października 2003 | NEAT                         |
| 115485            | 2003 UR19                | 2,5203           | 22 października 2003 | J. Young                     |
| 115486            | 2003 UN20                | 2,2021           | 21 października 2003 | LINEAR                       |
| 115487            | 2003 UK21                | 2,8820           | 18 października 2003 | LONEOS                       |
| 115488            | 2003 UL21                | 3,1752           | 18 października 2003 | NEAT                         |
| 115489            | 2003 UO21                | 2,4459           | 18 października 2003 | Spacewatch                   |
| 115490            | 2003 UQ21                | 2,2354           | 20 października 2003 | J. McClusky                  |
| 115491            | 2003 UT21                | 3,1731           | 21 października 2003 | J. McClusky                  |
| 115492            | 2003 UR22                | 3,1908           | 23 października 2003 | L. Ball                      |
| 115493            | 2003 UP23                | 2,3854           | 22 października 2003 | Spacewatch                   |
| 115494            | 2003 UW24                | 2,9672           | 17 października 2003 | LONEOS                       |
| 115495            | 2003 UD25                | 2,3286           | 21 października 2003 | LINEAR                       |
| 115496            | 2003 UF26                | 3,2387           | 24 października 2003 | LINEAR                       |
| 115497            | 2003 UG26                | 3,0468           | 24 października 2003 | LINEAR                       |
| 115498            | 2003 UN26                | 2,3869           | 25 października 2003 | R. Tucker                    |
| 115499            | 2003 UO26                | 2,5579           | 25 października 2003 | R. Tucker                    |
| 115500            | 2003 UC27                | 2,7811           | 23 października 2003 | R. Tucker                    |

## 115501-115600
| Numer, nazwa        | Oznaczenie prowizoryczne | Odległość (j.a.) | Data odkrycia        | Odkrywcy            |
| ------------------- | ------------------------ | ---------------- | -------------------- | ------------------- |
| 115501              | 2003 UV27                | 2,9617           | 22 października 2003 | R. Tucker           |
| 115502              | 2003 UX27                | 3,0914           | 22 października 2003 | R. Tucker           |
| 115503              | 2003 UP28                | 2,3412           | 19 października 2003 | Spacewatch          |
| 115504              | 2003 UH29                | 2,7988           | 23 października 2003 | UDAS                |
| 115505              | 2003 UD32                | 2,7647           | 16 października 2003 | Spacewatch          |
| 115506              | 2003 UC35                | 2,5426           | 16 października 2003 | LONEOS              |
| 115507              | 2003 UK35                | 2,7175           | 16 października 2003 | NEAT                |
| 115508              | 2003 UU35                | 3,2330           | 16 października 2003 | NEAT                |
| 115509              | 2003 UV35                | 2,3863           | 16 października 2003 | NEAT                |
| 115510              | 2003 UX35                | 2,7514           | 16 października 2003 | NEAT                |
| 115511              | 2003 UZ35                | 2,7209           | 16 października 2003 | LONEOS              |
| 115512              | 2003 UB36                | 3,1654           | 16 października 2003 | NEAT                |
| 115513              | 2003 UE36                | 3,0363           | 16 października 2003 | NEAT                |
| 115514              | 2003 UL36                | 2,6984           | 16 października 2003 | NEAT                |
| 115515              | 2003 UU36                | 2,5768           | 16 października 2003 | NEAT                |
| 115516              | 2003 UF37                | 2,6025           | 16 października 2003 | NEAT                |
| 115517              | 2003 UL37                | 2,8573           | 16 października 2003 | Črni Vrh            |
| 115518              | 2003 UM37                | 2,9859           | 16 października 2003 | Črni Vrh            |
| 115519              | 2003 UN37                | 3,1123           | 16 października 2003 | Črni Vrh            |
| 115520              | 2003 UO37                | 2,6256           | 17 października 2003 | Črni Vrh            |
| 115521              | 2003 UL38                | 2,2860           | 17 października 2003 | Spacewatch          |
| 115522              | 2003 UW39                | 2,4169           | 16 października 2003 | Spacewatch          |
| 115523              | 2003 UC41                | 2,3206           | 16 października 2003 | LONEOS              |
| 115524              | 2003 UD47                | 2,6745           | 21 października 2003 | R. Tucker           |
| 115525              | 2003 UF47                | 2,6202           | 16 października 2003 | R. Tucker           |
| 115526              | 2003 UL47                | 3,1106           | 20 października 2003 | R. Tucker           |
| 115527              | 2003 UF48                | 2,3542           | 16 października 2003 | LONEOS              |
| 115528              | 2003 UZ48                | 2,9964           | 16 października 2003 | LONEOS              |
| 115529              | 2003 UG49                | 2,6580           | 16 października 2003 | LONEOS              |
| 115530              | 2003 UH49                | 2,7000           | 16 października 2003 | LONEOS              |
| 115531              | 2003 UE52                | 2,7486           | 18 października 2003 | NEAT                |
| 115532              | 2003 UP52                | 3,1218           | 18 października 2003 | NEAT                |
| 115533              | 2003 UG53                | 3,0040           | 18 października 2003 | NEAT                |
| 115534              | 2003 UZ53                | 2,9645           | 18 października 2003 | NEAT                |
| 115535              | 2003 UW54                | 3,0960           | 18 października 2003 | NEAT                |
| 115536              | 2003 UZ54                | 3,0017           | 18 października 2003 | NEAT                |
| 115537              | 2003 UX56                | 3,0726           | 23 października 2003 | Spacewatch          |
| 115538              | 2003 UO58                | 2,7942           | 16 października 2003 | Spacewatch          |
| 115539              | 2003 UZ60                | 2,2317           | 16 października 2003 | NEAT                |
| 115540              | 2003 UP61                | 2,7790           | 16 października 2003 | LONEOS              |
| 115541              | 2003 UY62                | 2,5467           | 16 października 2003 | NEAT                |
| 115542              | 2003 UZ63                | 2,8961           | 16 października 2003 | LONEOS              |
| 115543              | 2003 UG64                | 2,7497           | 16 października 2003 | LONEOS              |
| 115544              | 2003 UP64                | 2,6652           | 16 października 2003 | LONEOS              |
| 115545              | 2003 UW64                | 2,6731           | 16 października 2003 | LONEOS              |
| 115546              | 2003 UH65                | 2,9660           | 16 października 2003 | NEAT                |
| 115547              | 2003 UV65                | 3,0660           | 16 października 2003 | NEAT                |
| 115548              | 2003 UB66                | 3,1093           | 16 października 2003 | NEAT                |
| 115549              | 2003 UE66                | 3,1933           | 16 października 2003 | NEAT                |
| 115550              | 2003 UG66                | 3,0807           | 16 października 2003 | NEAT                |
| 115551              | 2003 UB71                | 2,8299           | 18 października 2003 | Spacewatch          |
| 115552              | 2003 UE71                | 2,9392           | 18 października 2003 | Spacewatch          |
| 115553              | 2003 UB73                | 2,2237           | 19 października 2003 | Spacewatch          |
| 115554              | 2003 UL74                | 2,8558           | 16 października 2003 | Črni Vrh            |
| 115555              | 2003 UQ75                | 3,0154           | 17 października 2003 | Spacewatch          |
| 115556              | 2003 UN77                | 2,2116           | 17 października 2003 | LONEOS              |
| 115557              | 2003 UT77                | 2,9943           | 17 października 2003 | Spacewatch          |
| 115558              | 2003 UD78                | 3,1523           | 17 października 2003 | LONEOS              |
| 115559              | 2003 UK78                | 3,0379           | 17 października 2003 | LONEOS              |
| 115560              | 2003 UB79                | 2,3672           | 18 października 2003 | NEAT                |
| 115561 Frankherbert | 2003 UF80                | 3,0335           | 20 października 2003 | W. Dillon, D. Wells |
| 115562              | 2003 UR80                | 3,0061           | 16 października 2003 | Spacewatch          |
| 115563              | 2003 UU80                | 2,5417           | 16 października 2003 | LONEOS              |
| 115564              | 2003 UC81                | 2,9239           | 16 października 2003 | LONEOS              |
| 115565              | 2003 UL81                | 3,0790           | 16 października 2003 | NEAT                |
| 115566              | 2003 UB82                | 2,1835           | 18 października 2003 | NEAT                |
| 115567              | 2003 UY82                | 2,3858           | 19 października 2003 | NEAT                |
| 115568              | 2003 UZ82                | 2,6551           | 19 października 2003 | NEAT                |
| 115569              | 2003 UR84                | 2,6415           | 18 października 2003 | Spacewatch          |
| 115570              | 2003 UT84                | 2,3244           | 18 października 2003 | Spacewatch          |
| 115571              | 2003 UU85                | 3,0478           | 18 października 2003 | NEAT                |
| 115572              | 2003 UY85                | 2,2109           | 18 października 2003 | NEAT                |
| 115573              | 2003 UE86                | 2,6890           | 18 października 2003 | NEAT                |
| 115574              | 2003 UF86                | 2,5615           | 18 października 2003 | NEAT                |
| 115575              | 2003 UK86                | 2,6048           | 18 października 2003 | NEAT                |
| 115576              | 2003 UM88                | 2,8384           | 19 października 2003 | LONEOS              |
| 115577              | 2003 UO88                | 3,0500           | 19 października 2003 | LONEOS              |
| 115578              | 2003 UB89                | 2,5730           | 19 października 2003 | LONEOS              |
| 115579              | 2003 UN90                | 2,7368           | 20 października 2003 | LINEAR              |
| 115580              | 2003 UX90                | 2,7256           | 20 października 2003 | LINEAR              |
| 115581              | 2003 UD91                | 2,3470           | 20 października 2003 | LINEAR              |
| 115582              | 2003 UT92                | 2,9640           | 20 października 2003 | NEAT                |
| 115583              | 2003 UM93                | 2,7578           | 17 października 2003 | Spacewatch          |
| 115584              | 2003 UE95                | 2,8066           | 18 października 2003 | NEAT                |
| 115585              | 2003 UT95                | 2,3735           | 18 października 2003 | NEAT                |
| 115586              | 2003 UF96                | 2,9171           | 18 października 2003 | Spacewatch          |
| 115587              | 2003 UY96                | 2,3791           | 19 października 2003 | Spacewatch          |
| 115588              | 2003 UZ96                | 2,5772           | 19 października 2003 | Spacewatch          |
| 115589              | 2003 UG97                | 3,0501           | 19 października 2003 | Spacewatch          |
| 115590              | 2003 UL97                | 2,6919           | 19 października 2003 | Spacewatch          |
| 115591              | 2003 UG98                | 2,9975           | 19 października 2003 | LONEOS              |
| 115592              | 2003 UL98                | 2,5752           | 19 października 2003 | LONEOS              |
| 115593              | 2003 UV98                | 3,1023           | 19 października 2003 | LONEOS              |
| 115594              | 2003 UX98                | 3,1504           | 19 października 2003 | LONEOS              |
| 115595              | 2003 UZ98                | 2,6847           | 19 października 2003 | LONEOS              |
| 115596              | 2003 UC99                | 2,9788           | 19 października 2003 | LONEOS              |
| 115597              | 2003 UF99                | 3,0593           | 19 października 2003 | LONEOS              |
| 115598              | 2003 UH99                | 2,9864           | 19 października 2003 | LONEOS              |
| 115599              | 2003 UJ99                | 2,5286           | 19 października 2003 | LONEOS              |
| 115600              | 2003 UR99                | 2,5814           | 19 października 2003 | Spacewatch          |

## 115601-115700
| Numer, nazwa | Oznaczenie prowizoryczne | Odległość (j.a.) | Data odkrycia        | Odkrywcy   |
| ------------ | ------------------------ | ---------------- | -------------------- | ---------- |
| 115601       | 2003 UT99                | 2,3512           | 19 października 2003 | NEAT       |
| 115602       | 2003 UZ99                | 2,5777           | 19 października 2003 | NEAT       |
| 115603       | 2003 UB100               | 2,3396           | 19 października 2003 | NEAT       |
| 115604       | 2003 UE100               | 3,1628           | 19 października 2003 | NEAT       |
| 115605       | 2003 UK100               | 3,0378           | 19 października 2003 | NEAT       |
| 115606       | 2003 UJ101               | 2,2887           | 20 października 2003 | NEAT       |
| 115607       | 2003 UR101               | 3,1346           | 20 października 2003 | LINEAR     |
| 115608       | 2003 UR102               | 2,9487           | 20 października 2003 | Spacewatch |
| 115609       | 2003 UA103               | 2,6592           | 20 października 2003 | Spacewatch |
| 115610       | 2003 UE103               | 2,3387           | 20 października 2003 | Spacewatch |
| 115611       | 2003 UG103               | 2,6413           | 20 października 2003 | Spacewatch |
| 115612       | 2003 UK103               | 2,4133           | 20 października 2003 | Spacewatch |
| 115613       | 2003 UW107               | 3,1732           | 19 października 2003 | Spacewatch |
| 115614       | 2003 UZ111               | 2,4771           | 20 października 2003 | LINEAR     |
| 115615       | 2003 UC112               | 2,7791           | 20 października 2003 | LINEAR     |
| 115616       | 2003 UH112               | 2,9416           | 20 października 2003 | LINEAR     |
| 115617       | 2003 UD113               | 2,7293           | 20 października 2003 | LINEAR     |
| 115618       | 2003 UH114               | 2,5976           | 20 października 2003 | LINEAR     |
| 115619       | 2003 UD115               | 2,8799           | 20 października 2003 | Spacewatch |
| 115620       | 2003 US115               | 3,1037           | 20 października 2003 | NEAT       |
| 115621       | 2003 UX116               | 2,7907           | 21 października 2003 | LINEAR     |
| 115622       | 2003 UC117               | 3,2101           | 21 października 2003 | LINEAR     |
| 115623       | 2003 UE118               | 2,4548           | 17 października 2003 | LONEOS     |
| 115624       | 2003 US119               | 3,2067           | 18 października 2003 | NEAT       |
| 115625       | 2003 UQ121               | 3,2036           | 19 października 2003 | LINEAR     |
| 115626       | 2003 UU121               | 2,6334           | 19 października 2003 | LINEAR     |
| 115627       | 2003 UW121               | 2,6508           | 19 października 2003 | LINEAR     |
| 115628       | 2003 UX121               | 2,6763           | 19 października 2003 | LINEAR     |
| 115629       | 2003 UH122               | 2,6343           | 19 października 2003 | LINEAR     |
| 115630       | 2003 US122               | 3,1704           | 19 października 2003 | LINEAR     |
| 115631       | 2003 UP123               | 2,3714           | 19 października 2003 | Spacewatch |
| 115632       | 2003 UV124               | 2,8421           | 20 października 2003 | LINEAR     |
| 115633       | 2003 UH125               | 3,0556           | 20 października 2003 | LINEAR     |
| 115634       | 2003 UD126               | 2,7763           | 20 października 2003 | LINEAR     |
| 115635       | 2003 UF126               | 2,6683           | 20 października 2003 | LINEAR     |
| 115636       | 2003 UG126               | 2,6516           | 20 października 2003 | LINEAR     |
| 115637       | 2003 UH126               | 2,6629           | 20 października 2003 | LINEAR     |
| 115638       | 2003 UO126               | 3,1104           | 20 października 2003 | NEAT       |
| 115639       | 2003 UX129               | 2,6443           | 18 października 2003 | NEAT       |
| 115640       | 2003 UF130               | 2,7999           | 18 października 2003 | NEAT       |
| 115641       | 2003 UW130               | 3,1268           | 19 października 2003 | LONEOS     |
| 115642       | 2003 UE131               | 2,6828           | 19 października 2003 | LONEOS     |
| 115643       | 2003 UJ131               | 2,7509           | 19 października 2003 | NEAT       |
| 115644       | 2003 UO132               | 2,7692           | 19 października 2003 | NEAT       |
| 115645       | 2003 UP132               | 3,0823           | 19 października 2003 | NEAT       |
| 115646       | 2003 UC133               | 2,6414           | 19 października 2003 | NEAT       |
| 115647       | 2003 UF133               | 2,5967           | 20 października 2003 | NEAT       |
| 115648       | 2003 UY133               | 2,2784           | 20 października 2003 | NEAT       |
| 115649       | 2003 UK135               | 2,7512           | 21 października 2003 | NEAT       |
| 115650       | 2003 UU135               | 2,3366           | 21 października 2003 | NEAT       |
| 115651       | 2003 UV136               | 2,7785           | 21 października 2003 | LINEAR     |
| 115652       | 2003 UA137               | 2,2043           | 21 października 2003 | NEAT       |
| 115653       | 2003 UK137               | 2,4360           | 21 października 2003 | LINEAR     |
| 115654       | 2003 UQ137               | 2,2877           | 21 października 2003 | LINEAR     |
| 115655       | 2003 US137               | 2,9727           | 21 października 2003 | LINEAR     |
| 115656       | 2003 UT137               | 3,1467           | 21 października 2003 | LINEAR     |
| 115657       | 2003 UW137               | 3,1994           | 21 października 2003 | LINEAR     |
| 115658       | 2003 UT138               | 3,1690           | 16 października 2003 | NEAT       |
| 115659       | 2003 UP139               | 3,1809           | 16 października 2003 | LONEOS     |
| 115660       | 2003 UQ139               | 2,7799           | 16 października 2003 | LONEOS     |
| 115661       | 2003 UZ139               | 2,7047           | 16 października 2003 | LONEOS     |
| 115662       | 2003 UB141               | 3,0085           | 17 października 2003 | LINEAR     |
| 115663       | 2003 UK142               | 2,7502           | 18 października 2003 | LONEOS     |
| 115664       | 2003 UL142               | 3,0599           | 18 października 2003 | LONEOS     |
| 115665       | 2003 UN142               | 3,0418           | 18 października 2003 | LONEOS     |
| 115666       | 2003 UK143               | 2,3853           | 18 października 2003 | LONEOS     |
| 115667       | 2003 UO143               | 2,6380           | 18 października 2003 | LONEOS     |
| 115668       | 2003 UQ143               | 2,7800           | 18 października 2003 | LONEOS     |
| 115669       | 2003 UW143               | 2,6325           | 18 października 2003 | LONEOS     |
| 115670       | 2003 UK144               | 3,0755           | 18 października 2003 | LONEOS     |
| 115671       | 2003 UT144               | 3,1035           | 18 października 2003 | LONEOS     |
| 115672       | 2003 UW144               | 3,1217           | 18 października 2003 | LONEOS     |
| 115673       | 2003 UW145               | 3,2041           | 18 października 2003 | LONEOS     |
| 115674       | 2003 UY145               | 2,6717           | 18 października 2003 | LONEOS     |
| 115675       | 2003 UE146               | 2,7485           | 18 października 2003 | LONEOS     |
| 115676       | 2003 UF146               | 3,1362           | 18 października 2003 | LONEOS     |
| 115677       | 2003 UA147               | 2,6624           | 18 października 2003 | LONEOS     |
| 115678       | 2003 UV148               | 2,8438           | 19 października 2003 | Spacewatch |
| 115679       | 2003 UX148               | 3,2078           | 19 października 2003 | LONEOS     |
| 115680       | 2003 UB149               | 2,4544           | 19 października 2003 | NEAT       |
| 115681       | 2003 UR149               | 2,9387           | 20 października 2003 | LINEAR     |
| 115682       | 2003 UN150               | 2,5976           | 20 października 2003 | Spacewatch |
| 115683       | 2003 UP150               | 3,1060           | 20 października 2003 | Spacewatch |
| 115684       | 2003 UQ150               | 3,1972           | 20 października 2003 | Spacewatch |
| 115685       | 2003 UX150               | 3,0311           | 21 października 2003 | LONEOS     |
| 115686       | 2003 UU151               | 2,3554           | 21 października 2003 | Spacewatch |
| 115687       | 2003 UM152               | 2,8362           | 21 października 2003 | NEAT       |
| 115688       | 2003 UA153               | 3,0800           | 21 października 2003 | NEAT       |
| 115689       | 2003 UG153               | 2,6255           | 21 października 2003 | NEAT       |
| 115690       | 2003 UG154               | 3,1776           | 20 października 2003 | NEAT       |
| 115691       | 2003 UH155               | 2,2565           | 20 października 2003 | LINEAR     |
| 115692       | 2003 UV156               | 2,7514           | 20 października 2003 | LINEAR     |
| 115693       | 2003 UF157               | 3,0873           | 20 października 2003 | LINEAR     |
| 115694       | 2003 UT157               | 3,1520           | 20 października 2003 | Spacewatch |
| 115695       | 2003 UM160               | 2,6932           | 21 października 2003 | Spacewatch |
| 115696       | 2003 UJ162               | 2,7271           | 21 października 2003 | LINEAR     |
| 115697       | 2003 UK162               | 2,3579           | 21 października 2003 | LINEAR     |
| 115698       | 2003 UE163               | 2,2755           | 21 października 2003 | LINEAR     |
| 115699       | 2003 UG163               | 3,1144           | 21 października 2003 | LINEAR     |
| 115700       | 2003 UO163               | 3,3833           | 21 października 2003 | LINEAR     |

## 115701-115800
| Numer, nazwa | Oznaczenie prowizoryczne | Odległość (j.a.) | Data odkrycia        | Odkrywcy   |
| ------------ | ------------------------ | ---------------- | -------------------- | ---------- |
| 115701       | 2003 UW163               | 3,2448           | 21 października 2003 | LINEAR     |
| 115702       | 2003 UH164               | 2,7727           | 21 października 2003 | LINEAR     |
| 115703       | 2003 UW164               | 3,1608           | 21 października 2003 | NEAT       |
| 115704       | 2003 US166               | 2,8494           | 21 października 2003 | Spacewatch |
| 115705       | 2003 UU166               | 2,7038           | 21 października 2003 | UDAS       |
| 115706       | 2003 UG168               | 3,0274           | 22 października 2003 | LINEAR     |
| 115707       | 2003 UW168               | 3,2406           | 22 października 2003 | LINEAR     |
| 115708       | 2003 UA169               | 2,6951           | 22 października 2003 | LINEAR     |
| 115709       | 2003 UR169               | 2,6658           | 22 października 2003 | NEAT       |
| 115710       | 2003 UY169               | 2,6004           | 22 października 2003 | Spacewatch |
| 115711       | 2003 UR170               | 2,5719           | 22 października 2003 | Spacewatch |
| 115712       | 2003 US172               | 3,0463           | 20 października 2003 | LINEAR     |
| 115713       | 2003 UF173               | 3,1044           | 20 października 2003 | NEAT       |
| 115714       | 2003 UN173               | 3,2179           | 20 października 2003 | Spacewatch |
| 115715       | 2003 UT173               | 2,9895           | 20 października 2003 | NEAT       |
| 115716       | 2003 UV173               | 3,1647           | 20 października 2003 | NEAT       |
| 115717       | 2003 UQ174               | 2,4311           | 21 października 2003 | Spacewatch |
| 115718       | 2003 UQ175               | 2,8419           | 21 października 2003 | LONEOS     |
| 115719       | 2003 UX175               | 2,3679           | 21 października 2003 | NEAT       |
| 115720       | 2003 UP176               | 2,5771           | 21 października 2003 | LONEOS     |
| 115721       | 2003 UT176               | 2,8621           | 21 października 2003 | LONEOS     |
| 115722       | 2003 UG177               | 2,6771           | 21 października 2003 | NEAT       |
| 115723       | 2003 UV179               | 2,3404           | 21 października 2003 | LINEAR     |
| 115724       | 2003 UW179               | 3,2180           | 21 października 2003 | LINEAR     |
| 115725       | 2003 US180               | 3,1195           | 21 października 2003 | LINEAR     |
| 115726       | 2003 UY180               | 2,9485           | 21 października 2003 | LINEAR     |
| 115727       | 2003 UD183               | 2,9313           | 21 października 2003 | NEAT       |
| 115728       | 2003 UQ183               | 2,6615           | 21 października 2003 | NEAT       |
| 115729       | 2003 UY183               | 2,7774           | 21 października 2003 | NEAT       |
| 115730       | 2003 UP184               | 3,0667           | 21 października 2003 | NEAT       |
| 115731       | 2003 UC185               | 2,3290           | 21 października 2003 | NEAT       |
| 115732       | 2003 UL185               | 2,6721           | 21 października 2003 | Spacewatch |
| 115733       | 2003 UO185               | 2,9294           | 21 października 2003 | Spacewatch |
| 115734       | 2003 UJ186               | 2,6690           | 22 października 2003 | LINEAR     |
| 115735       | 2003 UN186               | 2,6856           | 22 października 2003 | LINEAR     |
| 115736       | 2003 UB187               | 3,2098           | 22 października 2003 | NEAT       |
| 115737       | 2003 UU187               | 3,0631           | 22 października 2003 | LINEAR     |
| 115738       | 2003 UZ187               | 2,2269           | 22 października 2003 | LINEAR     |
| 115739       | 2003 UK188               | 2,3978           | 22 października 2003 | LINEAR     |
| 115740       | 2003 UU188               | 2,7438           | 22 października 2003 | Spacewatch |
| 115741       | 2003 UA189               | 2,7957           | 22 października 2003 | Spacewatch |
| 115742       | 2003 UV189               | 2,8991           | 22 października 2003 | NEAT       |
| 115743       | 2003 UW189               | 3,2286           | 22 października 2003 | NEAT       |
| 115744       | 2003 US193               | 2,5709           | 20 października 2003 | NEAT       |
| 115745       | 2003 UU193               | 2,8290           | 20 października 2003 | Spacewatch |
| 115746       | 2003 UW193               | 3,1593           | 20 października 2003 | Spacewatch |
| 115747       | 2003 UB195               | 2,6675           | 20 października 2003 | Spacewatch |
| 115748       | 2003 UO195               | 2,8938           | 20 października 2003 | Spacewatch |
| 115749       | 2003 UC197               | 3,0793           | 21 października 2003 | Spacewatch |
| 115750       | 2003 UU197               | 3,1873           | 21 października 2003 | LONEOS     |
| 115751       | 2003 UR202               | 2,7295           | 21 października 2003 | LINEAR     |
| 115752       | 2003 US202               | 3,1290           | 21 października 2003 | LINEAR     |
| 115753       | 2003 UT202               | 3,1082           | 21 października 2003 | LINEAR     |
| 115754       | 2003 UN204               | 2,9538           | 21 października 2003 | Spacewatch |
| 115755       | 2003 UQ204               | 3,1306           | 21 października 2003 | LINEAR     |
| 115756       | 2003 UM205               | 2,7972           | 22 października 2003 | LINEAR     |
| 115757       | 2003 US205               | 3,0499           | 22 października 2003 | LINEAR     |
| 115758       | 2003 UH206               | 2,2978           | 22 października 2003 | LINEAR     |
| 115759       | 2003 UJ206               | 2,5758           | 22 października 2003 | LINEAR     |
| 115760       | 2003 UK206               | 2,5299           | 22 października 2003 | LINEAR     |
| 115761       | 2003 UN206               | 2,9953           | 22 października 2003 | LINEAR     |
| 115762       | 2003 UQ206               | 2,6919           | 22 października 2003 | LINEAR     |
| 115763       | 2003 UU206               | 2,3739           | 22 października 2003 | LINEAR     |
| 115764       | 2003 UW206               | 2,3745           | 22 października 2003 | LINEAR     |
| 115765       | 2003 UZ206               | 2,6364           | 22 października 2003 | LINEAR     |
| 115766       | 2003 UG207               | 2,8723           | 22 października 2003 | LINEAR     |
| 115767       | 2003 UL207               | 2,7191           | 22 października 2003 | LINEAR     |
| 115768       | 2003 UQ207               | 3,0289           | 22 października 2003 | LINEAR     |
| 115769       | 2003 UY207               | 2,7731           | 22 października 2003 | Spacewatch |
| 115770       | 2003 US208               | 2,4768           | 22 października 2003 | Spacewatch |
| 115771       | 2003 UW208               | 3,0148           | 22 października 2003 | LINEAR     |
| 115772       | 2003 UY208               | 2,3926           | 23 października 2003 | Spacewatch |
| 115773       | 2003 UH209               | 2,7128           | 23 października 2003 | LONEOS     |
| 115774       | 2003 UG210               | 2,6452           | 23 października 2003 | LONEOS     |
| 115775       | 2003 UQ210               | 3,1652           | 23 października 2003 | Tenagra II |
| 115776       | 2003 UF212               | 2,7715           | 23 października 2003 | Spacewatch |
| 115777       | 2003 UJ213               | 2,3582           | 23 października 2003 | NEAT       |
| 115778       | 2003 UP215               | 2,6943           | 21 października 2003 | Spacewatch |
| 115779       | 2003 UO216               | 2,2429           | 21 października 2003 | LINEAR     |
| 115780       | 2003 US216               | 2,1909           | 21 października 2003 | LINEAR     |
| 115781       | 2003 UH217               | 2,6409           | 21 października 2003 | LINEAR     |
| 115782       | 2003 UL217               | 2,4615           | 21 października 2003 | LINEAR     |
| 115783       | 2003 UQ217               | 2,7034           | 21 października 2003 | LINEAR     |
| 115784       | 2003 UJ218               | 2,6062           | 21 października 2003 | LINEAR     |
| 115785       | 2003 UM218               | 2,9829           | 21 października 2003 | LINEAR     |
| 115786       | 2003 UQ218               | 2,7331           | 21 października 2003 | LINEAR     |
| 115787       | 2003 UV218               | 2,3842           | 21 października 2003 | Spacewatch |
| 115788       | 2003 UR220               | 3,1830           | 21 października 2003 | LINEAR     |
| 115789       | 2003 UN222               | 2,5343           | 22 października 2003 | LINEAR     |
| 115790       | 2003 US222               | 2,4376           | 22 października 2003 | LINEAR     |
| 115791       | 2003 UG223               | 3,1612           | 22 października 2003 | LINEAR     |
| 115792       | 2003 UT223               | 2,3309           | 22 października 2003 | LINEAR     |
| 115793       | 2003 UC226               | 2,6249           | 22 października 2003 | LINEAR     |
| 115794       | 2003 UL227               | 2,7936           | 23 października 2003 | Spacewatch |
| 115795       | 2003 UM227               | 2,6121           | 23 października 2003 | Spacewatch |
| 115796       | 2003 UZ227               | 2,2605           | 23 października 2003 | Spacewatch |
| 115797       | 2003 UA228               | 2,8478           | 23 października 2003 | Spacewatch |
| 115798       | 2003 UA230               | 3,2486           | 23 października 2003 | Spacewatch |
| 115799       | 2003 UX233               | 2,3739           | 24 października 2003 | LINEAR     |
| 115800       | 2003 UQ235               | 3,1389           | 24 października 2003 | Spacewatch |

## 115801-115900
| Numer, nazwa        | Oznaczenie prowizoryczne | Odległość (j.a.) | Data odkrycia        | Odkrywcy                |
| ------------------- | ------------------------ | ---------------- | -------------------- | ----------------------- |
| (115801) Punahou    | 2003 UW236               | 2,3991           | 23 października 2003 | D. Healy                |
| 115802              | 2003 UX237               | 2,5656           | 23 października 2003 | Spacewatch              |
| 115803              | 2003 UY237               | 2,3830           | 23 października 2003 | NEAT                    |
| 115804              | 2003 UE238               | 3,0628           | 23 października 2003 | NEAT                    |
| 115805              | 2003 UG238               | 2,5629           | 23 października 2003 | NEAT                    |
| 115806              | 2003 UH238               | 3,1637           | 23 października 2003 | NEAT                    |
| 115807              | 2003 UJ238               | 2,6314           | 23 października 2003 | NEAT                    |
| 115808              | 2003 UL238               | 3,4418           | 23 października 2003 | NEAT                    |
| 115809              | 2003 UR239               | 2,7618           | 24 października 2003 | LINEAR                  |
| 115810              | 2003 UU239               | 2,3480           | 24 października 2003 | LINEAR                  |
| 115811              | 2003 UH240               | 2,8833           | 24 października 2003 | LINEAR                  |
| 115812              | 2003 UD243               | 2,7529           | 24 października 2003 | LINEAR                  |
| 115813              | 2003 US243               | 2,9421           | 24 października 2003 | LINEAR                  |
| 115814              | 2003 UZ243               | 2,6597           | 24 października 2003 | LINEAR                  |
| 115815              | 2003 UF244               | 3,1340           | 24 października 2003 | LINEAR                  |
| 115816              | 2003 UT245               | 2,9854           | 24 października 2003 | LINEAR                  |
| 115817              | 2003 UV245               | 2,3278           | 24 października 2003 | LINEAR                  |
| 115818              | 2003 UH246               | 3,2529           | 24 października 2003 | LINEAR                  |
| 115819              | 2003 UK246               | 3,1153           | 24 października 2003 | LINEAR                  |
| 115820              | 2003 UK250               | 2,2910           | 25 października 2003 | LINEAR                  |
| 115821              | 2003 UP251               | 2,7472           | 25 października 2003 | NEAT                    |
| 115822              | 2003 UA252               | 2,1819           | 26 października 2003 | CSS                     |
| 115823              | 2003 UF252               | 2,9379           | 26 października 2003 | CSS                     |
| 115824              | 2003 UH252               | 3,0820           | 26 października 2003 | LINEAR                  |
| 115825              | 2003 US252               | 3,1494           | 26 października 2003 | Spacewatch              |
| 115826              | 2003 UT252               | 3,1831           | 26 października 2003 | Spacewatch              |
| 115827              | 2003 UW252               | 2,7939           | 26 października 2003 | Spacewatch              |
| 115828              | 2003 UR253               | 2,5721           | 22 października 2003 | NEAT                    |
| 115829              | 2003 UU253               | 3,1483           | 22 października 2003 | LONEOS                  |
| 115830              | 2003 UO255               | 2,4617           | 25 października 2003 | LINEAR                  |
| 115831              | 2003 UX258               | 3,2441           | 25 października 2003 | LINEAR                  |
| 115832              | 2003 UA259               | 3,0437           | 25 października 2003 | LINEAR                  |
| 115833              | 2003 UB259               | 3,1049           | 25 października 2003 | LINEAR                  |
| 115834              | 2003 UP259               | 3,0830           | 25 października 2003 | LINEAR                  |
| 115835              | 2003 UD260               | 2,5807           | 25 października 2003 | LINEAR                  |
| 115836              | 2003 UJ260               | 2,6709           | 25 października 2003 | LINEAR                  |
| 115837              | 2003 US260               | 2,3529           | 25 października 2003 | NEAT                    |
| 115838              | 2003 UX260               | 2,5836           | 26 października 2003 | LONEOS                  |
| 115839              | 2003 UD262               | 2,7991           | 26 października 2003 | Spacewatch              |
| 115840              | 2003 UJ262               | 2,6366           | 26 października 2003 | NEAT                    |
| 115841              | 2003 UL262               | 3,1020           | 26 października 2003 | NEAT                    |
| 115842              | 2003 UP262               | 3,5040           | 26 października 2003 | NEAT                    |
| 115843              | 2003 UN264               | 3,4720           | 27 października 2003 | LINEAR                  |
| 115844              | 2003 UU264               | 2,5630           | 27 października 2003 | LINEAR                  |
| 115845              | 2003 UY264               | 2,3579           | 27 października 2003 | LINEAR                  |
| 115846              | 2003 UA265               | 3,3898           | 27 października 2003 | LINEAR                  |
| 115847              | 2003 UF265               | 2,7021           | 27 października 2003 | LINEAR                  |
| 115848              | 2003 UL266               | 2,4299           | 28 października 2003 | LINEAR                  |
| 115849              | 2003 UD267               | 3,0799           | 28 października 2003 | LINEAR                  |
| 115850              | 2003 UN268               | 2,7384           | 28 października 2003 | LINEAR                  |
| 115851              | 2003 UT269               | 2,6888           | 29 października 2003 | LINEAR                  |
| 115852              | 2003 UX269               | 2,2868           | 24 października 2003 | W. Bickel               |
| 115853              | 2003 UK271               | 3,1030           | 17 października 2003 | NEAT                    |
| 115854              | 2003 UT272               | 3,1412           | 29 października 2003 | LINEAR                  |
| 115855              | 2003 UX272               | 2,3666           | 29 października 2003 | LINEAR                  |
| 115856              | 2003 UY272               | 2,7223           | 29 października 2003 | LINEAR                  |
| 115857              | 2003 UA273               | 2,6679           | 29 października 2003 | LINEAR                  |
| 115858              | 2003 UE273               | 3,1047           | 29 października 2003 | LINEAR                  |
| 115859              | 2003 UG273               | 2,6095           | 29 października 2003 | LINEAR                  |
| 115860              | 2003 UT273               | 2,6073           | 29 października 2003 | Spacewatch              |
| 115861              | 2003 UE274               | 2,7614           | 29 października 2003 | NEAT                    |
| 115862              | 2003 UK274               | 2,7133           | 30 października 2003 | LINEAR                  |
| 115863              | 2003 UL274               | 2,3232           | 30 października 2003 | LINEAR                  |
| 115864              | 2003 US274               | 2,2727           | 30 października 2003 | LINEAR                  |
| 115865              | 2003 UY274               | 3,0011           | 29 października 2003 | LINEAR                  |
| 115866              | 2003 UH275               | 3,0684           | 29 października 2003 | LINEAR                  |
| 115867              | 2003 UQ278               | 2,5855           | 25 października 2003 | LINEAR                  |
| 115868              | 2003 UT278               | 2,2604           | 25 października 2003 | LINEAR                  |
| 115869              | 2003 UW278               | 2,3153           | 25 października 2003 | LINEAR                  |
| 115870              | 2003 UZ278               | 2,8919           | 26 października 2003 | LINEAR                  |
| 115871              | 2003 UA279               | 2,9752           | 26 października 2003 | Spacewatch              |
| 115872              | 2003 UC280               | 2,3852           | 27 października 2003 | LINEAR                  |
| 115873              | 2003 UT280               | 2,3808           | 28 października 2003 | LINEAR                  |
| 115874              | 2003 UZ280               | 2,2950           | 28 października 2003 | LINEAR                  |
| 115875              | 2003 UA281               | 2,4033           | 28 października 2003 | LINEAR                  |
| 115876              | 2003 UK282               | 3,1274           | 29 października 2003 | LONEOS                  |
| 115877              | 2003 UO282               | 2,6913           | 29 października 2003 | LONEOS                  |
| 115878              | 2003 UR282               | 2,2626           | 29 października 2003 | LONEOS                  |
| 115879              | 2003 UV282               | 2,7250           | 29 października 2003 | LONEOS                  |
| 115880              | 2003 UP283               | 2,6387           | 30 października 2003 | LINEAR                  |
| 115881              | 2003 UQ284               | 2,6784           | 29 października 2003 | LINEAR                  |
| 115882              | 2003 UM293               | 2,6968           | 18 października 2003 | LINEAR                  |
| 115883              | 2003 UX299               | 2,3919           | 16 października 2003 | Spacewatch              |
| 115884              | 2003 UD309               | 2,8001           | 19 października 2003 | Spacewatch              |
| 115885 Ganz         | 2003 VL1                 | 2,3486           | 6 listopada 2003     | K. Sárneczky, B. Sipőcz |
| 115886              | 2003 VQ1                 | 2,8443           | 2 listopada 2003     | LINEAR                  |
| 115887              | 2003 VT1                 | 2,7439           | 1 listopada 2003     | LINEAR                  |
| 115888              | 2003 VU1                 | 2,2090           | 1 listopada 2003     | LINEAR                  |
| 115889              | 2003 VC2                 | 3,1483           | 3 listopada 2003     | LINEAR                  |
| 115890              | 2003 VE2                 | 2,2027           | 3 listopada 2003     | LINEAR                  |
| 115891 Scottmichael | 2003 VW2                 | 2,5615           | 14 listopada 2003    | J. Young                |
| 115892              | 2003 VR3                 | 2,5408           | 15 listopada 2003    | Spacewatch              |
| 115893              | 2003 VA4                 | 2,6017           | 14 listopada 2003    | NEAT                    |
| 115894              | 2003 VD4                 | 2,9674           | 14 listopada 2003    | NEAT                    |
| 115895              | 2003 VE6                 | 2,3658           | 14 listopada 2003    | NEAT                    |
| 115896              | 2003 VF6                 | 2,9766           | 14 listopada 2003    | NEAT                    |
| 115897              | 2003 VF8                 | 2,9706           | 14 listopada 2003    | NEAT                    |
| 115898              | 2003 VO9                 | 2,9774           | 15 listopada 2003    | NEAT                    |
| 115899              | 2003 VR9                 | 3,1094           | 15 listopada 2003    | Spacewatch              |
| 115900              | 2003 VZ9                 | 1,9383           | 4 listopada 2003     | LINEAR                  |

## 115901-116000
| Numer, nazwa       | Oznaczenie prowizoryczne | Odległość (j.a.) | Data odkrycia     | Odkrywcy         |
| ------------------ | ------------------------ | ---------------- | ----------------- | ---------------- |
| 115901             | 2003 VK10                | 3,0935           | 15 listopada 2003 | NEAT             |
| 115902             | 2003 VU11                | 3,2048           | 3 listopada 2003  | LINEAR           |
| 115903             | 2003 VZ11                | 2,6737           | 3 listopada 2003  | LINEAR           |
| 115904             | 2003 WC                  | 2,5909           | 16 listopada 2003 | Spacewatch       |
| 115905             | 2003 WT                  | 2,5669           | 16 listopada 2003 | CSS              |
| 115906             | 2003 WB1                 | 2,3700           | 16 listopada 2003 | CSS              |
| 115907             | 2003 WP1                 | 2,8386           | 16 listopada 2003 | CSS              |
| 115908             | 2003 WZ1                 | 3,2246           | 16 listopada 2003 | CSS              |
| 115909             | 2003 WF3                 | 3,0092           | 16 listopada 2003 | Spacewatch       |
| 115910             | 2003 WV3                 | 2,9910           | 16 listopada 2003 | CSS              |
| 115911             | 2003 WB4                 | 2,2642           | 16 listopada 2003 | CSS              |
| 115912             | 2003 WK5                 | 2,6784           | 18 listopada 2003 | NEAT             |
| 115913             | 2003 WS5                 | 3,0221           | 18 listopada 2003 | NEAT             |
| 115914             | 2003 WE6                 | 2,3764           | 18 listopada 2003 | NEAT             |
| 115915             | 2003 WT6                 | 2,9852           | 18 listopada 2003 | NEAT             |
| 115916             | 2003 WB8                 | 3,2431           | 18 listopada 2003 | LINEAR           |
| 115917             | 2003 WE8                 | 2,6819           | 16 listopada 2003 | Spacewatch       |
| 115918             | 2003 WG9                 | 2,7777           | 18 listopada 2003 | Spacewatch       |
| 115919             | 2003 WS10                | 2,7295           | 18 listopada 2003 | Spacewatch       |
| 115920             | 2003 WO11                | 2,9802           | 18 listopada 2003 | NEAT             |
| 115921             | 2003 WQ11                | 2,9915           | 18 listopada 2003 | NEAT             |
| 115922             | 2003 WR11                | 2,7597           | 18 listopada 2003 | NEAT             |
| 115923             | 2003 WS11                | 2,5497           | 18 listopada 2003 | NEAT             |
| 115924             | 2003 WH12                | 2,8078           | 18 listopada 2003 | NEAT             |
| 115925             | 2003 WZ14                | 2,3357           | 16 listopada 2003 | Spacewatch       |
| 115926             | 2003 WJ17                | 2,7231           | 18 listopada 2003 | NEAT             |
| 115927             | 2003 WQ17                | 3,0132           | 18 listopada 2003 | NEAT             |
| 115928             | 2003 WB19                | 2,3026           | 19 listopada 2003 | LINEAR           |
| 115929             | 2003 WU20                | 2,5939           | 19 listopada 2003 | LINEAR           |
| 115930             | 2003 WH22                | 3,3820           | 19 listopada 2003 | NEAT             |
| 115931             | 2003 WJ22                | 1,9174           | 19 listopada 2003 | LINEAR           |
| 115932             | 2003 WF23                | 2,6424           | 18 listopada 2003 | Spacewatch       |
| 115933             | 2003 WP23                | 2,9175           | 18 listopada 2003 | Spacewatch       |
| 115934             | 2003 WJ24                | 2,2022           | 19 listopada 2003 | Spacewatch       |
| 115935             | 2003 WF25                | 2,5341           | 18 listopada 2003 | Spacewatch       |
| 115936             | 2003 WF26                | 2,6541           | 18 listopada 2003 | Goodricke-Pigott |
| 115937             | 2003 WG26                | 2,6108           | 18 listopada 2003 | R. Tucker        |
| 115938             | 2003 WV28                | 2,3398           | 18 listopada 2003 | Spacewatch       |
| 115939             | 2003 WC29                | 3,1915           | 18 listopada 2003 | NEAT             |
| 115940             | 2003 WD29                | 2,2886           | 18 listopada 2003 | Spacewatch       |
| 115941             | 2003 WE29                | 3,1254           | 18 listopada 2003 | Spacewatch       |
| 115942             | 2003 WR29                | 2,4113           | 18 listopada 2003 | Spacewatch       |
| 115943             | 2003 WC30                | 2,2413           | 18 listopada 2003 | Spacewatch       |
| 115944             | 2003 WD30                | 2,5846           | 18 listopada 2003 | Spacewatch       |
| 115945             | 2003 WE30                | 2,6457           | 18 listopada 2003 | Spacewatch       |
| 115946             | 2003 WU30                | 2,4911           | 18 listopada 2003 | Spacewatch       |
| 115947             | 2003 WJ32                | 2,3478           | 18 listopada 2003 | Spacewatch       |
| 115948             | 2003 WQ32                | 2,3605           | 18 listopada 2003 | Spacewatch       |
| 115949             | 2003 WL33                | 2,3569           | 18 listopada 2003 | Spacewatch       |
| 115950 Kocherpeter | 2003 WT33                | 2,5891           | 18 listopada 2003 | M. Ory           |
| 115951             | 2003 WD34                | 2,6895           | 19 listopada 2003 | Spacewatch       |
| 115952             | 2003 WG34                | 3,1363           | 19 listopada 2003 | Spacewatch       |
| 115953             | 2003 WJ35                | 2,3214           | 19 listopada 2003 | LINEAR           |
| 115954             | 2003 WD40                | 3,2250           | 19 listopada 2003 | Spacewatch       |
| 115955             | 2003 WJ40                | 2,4118           | 19 listopada 2003 | Spacewatch       |
| 115956             | 2003 WK40                | 2,5327           | 19 listopada 2003 | Spacewatch       |
| 115957             | 2003 WS40                | 2,4541           | 19 listopada 2003 | Spacewatch       |
| 115958             | 2003 WD41                | 2,7218           | 19 listopada 2003 | Spacewatch       |
| 115959             | 2003 WJ41                | 2,5264           | 19 listopada 2003 | Spacewatch       |
| 115960             | 2003 WK41                | 2,7029           | 19 listopada 2003 | Spacewatch       |
| 115961             | 2003 WM41                | 2,5261           | 19 listopada 2003 | Spacewatch       |
| 115962             | 2003 WN41                | 2,5885           | 19 listopada 2003 | Spacewatch       |
| 115963             | 2003 WO41                | 2,7518           | 19 listopada 2003 | Spacewatch       |
| 115964             | 2003 WH42                | 2,9817           | 21 listopada 2003 | LINEAR           |
| 115965             | 2003 WY43                | 3,0753           | 19 listopada 2003 | NEAT             |
| 115966             | 2003 WH44                | 2,8872           | 19 listopada 2003 | NEAT             |
| 115967             | 2003 WQ44                | 3,0989           | 19 listopada 2003 | NEAT             |
| 115968             | 2003 WT44                | 3,1473           | 19 listopada 2003 | NEAT             |
| 115969             | 2003 WA45                | 2,7198           | 19 listopada 2003 | NEAT             |
| 115970             | 2003 WQ45                | 3,0110           | 19 listopada 2003 | NEAT             |
| 115971             | 2003 WR45                | 3,1400           | 19 listopada 2003 | NEAT             |
| 115972             | 2003 WK46                | 2,2812           | 18 listopada 2003 | NEAT             |
| 115973             | 2003 WM49                | 2,9955           | 19 listopada 2003 | LINEAR           |
| 115974             | 2003 WS54                | 2,7677           | 20 listopada 2003 | LINEAR           |
| 115975             | 2003 WJ55                | 2,2806           | 20 listopada 2003 | LINEAR           |
| 115976             | 2003 WQ55                | 2,5562           | 20 listopada 2003 | LINEAR           |
| 115977             | 2003 WC56                | 2,9694           | 20 listopada 2003 | LINEAR           |
| 115978             | 2003 WQ56                | 2,1933           | 21 listopada 2003 | LINEAR           |
| 115979             | 2003 WX56                | 2,6404           | 18 listopada 2003 | Spacewatch       |
| 115980             | 2003 WH58                | 2,8329           | 18 listopada 2003 | Spacewatch       |
| 115981             | 2003 WT58                | 2,4192           | 18 listopada 2003 | Spacewatch       |
| 115982             | 2003 WE59                | 3,0845           | 18 listopada 2003 | Spacewatch       |
| 115983             | 2003 WJ59                | 2,7760           | 18 listopada 2003 | Spacewatch       |
| 115984             | 2003 WZ60                | 2,6607           | 19 listopada 2003 | Spacewatch       |
| 115985             | 2003 WE61                | 2,3937           | 19 listopada 2003 | Spacewatch       |
| 115986             | 2003 WT61                | 3,0791           | 19 listopada 2003 | Spacewatch       |
| 115987             | 2003 WA62                | 3,0964           | 19 listopada 2003 | Spacewatch       |
| 115988             | 2003 WQ62                | 3,2145           | 19 listopada 2003 | Spacewatch       |
| 115989             | 2003 WD63                | 2,6155           | 19 listopada 2003 | Spacewatch       |
| 115990             | 2003 WF64                | 2,7490           | 19 listopada 2003 | Spacewatch       |
| 115991             | 2003 WH64                | 2,2596           | 19 listopada 2003 | Spacewatch       |
| 115992             | 2003 WV65                | 2,9822           | 19 listopada 2003 | Spacewatch       |
| 115993             | 2003 WF67                | 2,5874           | 19 listopada 2003 | Spacewatch       |
| 115994             | 2003 WP68                | 2,3962           | 19 listopada 2003 | Spacewatch       |
| 115995             | 2003 WT69                | 2,7706           | 19 listopada 2003 | Spacewatch       |
| 115996             | 2003 WZ70                | 2,6595           | 20 listopada 2003 | NEAT             |
| 115997             | 2003 WP72                | 3,1950           | 20 listopada 2003 | LINEAR           |
| 115998             | 2003 WS72                | 2,7838           | 20 listopada 2003 | LINEAR           |
| 115999             | 2003 WD73                | 2,8880           | 20 listopada 2003 | LINEAR           |
| 116000             | 2003 WK73                | 2,7980           | 20 listopada 2003 | LINEAR           |